# Eudokija Baïana
Eudokija Baïana (grčki Ευδοκία Βαϊανή; † 12. travnja 901.) je bila carica Bizantskog Carstva kao treća supruga cara Leona VI. Mudrog. Bila je iz bizantske teme zvane Opsikion (Ὀψίκιον) te se udala za cara u proljeće 900. god.
Brak Eudokije i Leona bio je upitne legitimnosti jer je nauk Crkve u to vrijeme bio protiv trećeg braka. Međutim, Leon je oženio Eudokiju jer se nadao da će uskoro dobiti sina, jer su njegove prijašnje žene – Teofano i Zoe – rodile samo kćeri. Eudokija je rodila sina 901. god. te je ubrzo umrla. Prema kronici Scriptores post Theophanem, dijete je bilo mrtvorođeno, no kronika De ceremoniis aulae byzantinae spominje da je dječak poživio te da je dobio ime Bazilije.
Četvrta supruga cara Leona je bila Zoe Karbonopsina (Ζωή Καρβωνοψίνα).